# Bzie Górne
Bzie Górne (niem. Ober Goldmannsdorf) – dawna wieś, od 1975 w granicach miasta Jastrzębie-Zdrój w województwie śląskim. Stanowi północną część sołectwa Bzie, skupiającego także dawne wsie Bzie Zameckie i Bzie Dolne. Bzie Górne leży na wschodnich rubieżach miasta, przy granicy z gminą Pawłowice.

## Historia administracyjna
Bzie Górne w przeszłości związane było z powiatem pszczyńskim na Górnym Śląsku, gdzie stanowiło gminę jednostkową. W II RP przynależało do województwa śląskiego i powiatu pszczyńskiego.
Podczas II wojny światowej włączone do III Rzeszy (rejencja katowicka, powiat Pleß). 1 kwietnia 1940 do gminy Bzie Górne włączono zniesione gminy Pniówek i Bzie Zameckie. 17 stycznia 1941 gminę Bzie Górne i Pawłowice połączono w Ortspolizeibezirk Pawlowitz.
Po wojnie Bzie Górne weszło w skład województwa śląsko-dąbrowskiego. 1 grudnia 1945 utraciło status gminy, i zostało włączone do nowo utworzonej zbiorowej gminy Golasowice.
W związku z reformą znoszącą gminy jesienią 1954 roku, Bzie Górne włączono do nowo utworzonej gromady Bzie Zameckie dla której ustalono 16 członków gromadzkiej rady narodowej. 1 stycznia 1957 całą gromadę Bzie Zameckie włączono do powiatu wodzisławskiego w tymże województwie, gdzie przetrwała do końca 1972 roku. 8 grudnia 1970 wieś Bzie Górne liczyła 1142 mieszkańców.
W związku z kolejną reformą administracyjną kraju Bzie Górne weszło w skład nowo utworzonej gminy Ruptawa w powiecie wodzisławskim w województwie katowickim, lecz już dwa i pół roku później, 27 maja 1975, zostało włączono w granice Jastrzębie-Zdrój.

## Herb
Herb Bzia Górnego początkowo wyobrażał wagę kupiecką. Jest on przedstawiony na pieczęci z pocz. XIXw. wraz z napisem: OBERGOLDMANSDORF / PLESSNER / CREYS. Po 1922 roku herb uległ zmianie i najpierw przedstawiał gałęź z 7 listkami, a następnie czterolistną koniczynkę z napisem: GMINA BZIE GÓRNE / POWIAT PSZCZYŃSKI.